# رافنگیرسبورگ
رافنگیرسبورگ (به آلمانی: Ravengiersburg) یک شهر در آلمان است که در راین-هونسروک واقع شده‌است. رافنگیرسبورگ ۴۹۷ نفر جمعیت دارد.